# Organizacja Wyzwolenia Palestyny

Flaga Palestyny

Organizacja Wyzwolenia Palestyny (arab. منظمة التحرير الفلسطينية, trl. Munaẓẓamat at-Taḥrīr al-Filasṭīnijjah) − organizacja polityczna uważająca się za reprezentację narodu palestyńskiego, która ma na celu utworzenie niepodległego państwa Palestyny.

## Historia
Powołana w 1964 roku na I Palestyńskim Kongresie Narodowym we Wschodniej Jerozolimie. Inicjatorem sformowania organizacji była Liga Państw Arabskich. Głównym celem utworzenia OWP było zintegrowanie działalności ugrupowań palestyńskich, dążących do budowy niepodległej, świeckiej i demokratycznej Palestyny. Pierwszym przewodniczącym OWP został Ahmad asz-Szukajri. Wraz z OWP sformowano Armię Wyzwolenia Palestyny, będącą oficjalnymi siłami zbrojnymi organizacji. Od 1967 roku wiodącą rolę w OWP pełni al-Fatah. W 1968 roku przyjęto Palestyńską kartę narodową, będącą programem ruchu oraz statut OWP. W 1969 roku nowym przewodniczącym OWP został Jasir Arafat z al-Fatahu.
Od końca lat 60. OWP organizowała akcje militarne i terrorystyczne skierowane przeciwko Izraelowi. Działania te podejmowane były z obszarów Libanu i Jordanii, gdzie znajdowały się obozy partyzanckie OWP. Z czasem struktury OWP w Libanie i Jordanii rozrosły się na tyle, że przybrały formę „państwa w państwie”. Palestyńczycy stworzyli własny system socjalny i podatkowy, kontrowali ulice i podważali znaczenie lokalnych rządów. We wrześniu 1970 roku coraz śmielsze działania Ludowego Frontu Wyzwolenia Palestyny sprowokowały otwartą wojnę pomiędzy Palestyńczykami a jordańskim rządem (Czarny Wrzesień). W konflikcie Palestyńczycy zostali wsparci przez armię syryjską. Wojna zakończyła się porażką OWP i ewakuacją jej jordańskich struktur do Libanu.
Klęska OWP w Jordanii przyczyniła się do nasilenia palestyńskiej działalności terrorystycznej poza granicami Izraela. W 1971 roku członkowie OWP i al-Fatah powołali działająca międzynarodowo organizację terrorystyczną Czarny Wrzesień. Formacja odpowiedzialna była między innymi za masakrę izraelskich sportowców w Monachium w 1972 roku. W odwecie za masakrę izraelskie służby przeprowadziły serię zamachów na przywódców OWP.
W 1973 roku OWP opuścił Abu Nidal. Założył on ekstremistyczną organizację Rewolucyjna Rada Fatah. Celem terrorystycznych ataków Nidala stały się między innymi struktury OWP.
W 1973 roku Arafat wystąpił przed delegatami posiedzenia plenarnego Organizacji Narodów Zjednoczonych. Przemówienie przyczyniło się do uznania przez ONZ prawa Palestyńczyków do samostanowienia. W 1974 roku Arafat potępił stosowanie terroryzmu i obiecał, że OWP przestanie stosować go poza terenami Izraela. Deklaracja Arafata nie została uznana przez Izrael, który w dalszym ciągu uznawał OWP za organizację terrorystyczną i odmawiał jej nawiązania oficjalnych kontaktów.
W 1982 roku struktury OWP w Libanie zostały zniszczone przez armię izraelską w ramach Operacji Pokój dla Galilei. Siedziba OWP została przeniesiona do Tunisu, a bazy do innych państw arabskich. Arafat pozostał przewodniczącym organizacji, niemniej jednak wewnątrz OWP wybuchł poważny kryzys, na którego skutek radykalne frakcje przeniosły się do Damaszku.
W 1986 roku Kneset przyjął ustawę zabraniającą kontaktów z OWP. W 1987 roku OWP była głównym organizatorem intifady kamieni, czyli powstania palestyńskiego na Terytoriach Okupowanych. W 1988 roku OWP ogłosiła symboliczne utworzenie „państwa Palestyny”, uznanie państwowości Izraela, oraz rezygnację z terroryzmu. W 1990 roku OWP poparła Saddama Husajna w trakcie agresji Iraku na Kuwejt. Decyzja organizacji spowodowała jej izolację w świecie arabskim i wstrzymanie finansowania działalności przez kraje regionu (głównie Zatoki Perskiej). 
W 1993 roku Izrael zniósł zakaz kontaktów z OWP. W tym samym roku Arafat kierował rozmowami pokojowymi z Icchakiem Rabinem, które zaowocowały utworzeniem Autonomii Palestyńskiej oraz wzajemnym uznaniem OWP i Izraela. W 1994 roku Arafat i Rabin otrzymali Pokojową Nagrodę Nobla. Struktury powstałej w 1994 roku Autonomii zdominowane zostały przez OWP. Organizacja nie zdołała przy tym podporządkować sobie najbardziej radykalnych grup palestyńskich ani skłonić rządu Izraela do dalszych ustępstw, w efekcie stała się obiektem agresji z jednej i drugiej strony.
Od śmierci Arafata w 2004 roku przewodniczącym OWP jest Mahmud Abbas.

## Uznanie międzynarodowe
OWP uznana została za jedyną reprezentację narodu palestyńskiego przez: Ligę Państw Arabskich (1970), Organizację Jedności Afrykańskiej (1972) i przez Ruch Państw Niezaangażowanych (1973). 
Począwszy od lat 70. organizacja otworzyła oficjalne przedstawicielstwa w wielu państwach na całym świecie.
W 1974 roku OWP została uznana przez Zgromadzenie Ogólne Organizacji Narodów Zjednoczonych, a co za tym idzie otworzono jej biuro przy ONZ. Jednocześnie OWP otrzymała status obserwatora Organizacji Narodów Zjednoczonych.
W 1976 roku OWP została pełnoprawnym członkiem Ligi Państw Arabskich.
Od 1993 roku Izrael uznaje OWP za jedyną reprezentację narodu palestyńskiego. OWP od tego czasu jest dla Izraela pełnoprawnym partnerem w procesie pokojowym.

## Struktury
Organizacja grupuje szereg palestyńskich organizacji, głównie o profilu polityczno-militarnym. Frakcje wewnątrz OWP nierzadko zwalczają się nawzajem. W skład OWP wchodzą obecnie następujące ugrupowania: al-Fatah, Arabski Front Wyzwolenia, As-Sa’ika, Demokratyczny Front Wyzwolenia Palestyny, Front Wyzwolenia Palestyny, Ludowy Front Wyzwolenia Palestyny, Palestyńska Partia Ludowa, Palestyńska Unia Demokratyczna, Palestyński Front Arabski i Palestyński Ludowy Front Walki. OWP bezpowrotnie opuścił Ludowy Front Wyzwolenia Palestyny – Główne Dowództwo.
Najważniejszą osobą w OWP jest jej przewodniczący, funkcję tę pełnili kolejno: Ahmad Szukajri, Jasir Arafat i Mahmud Abbas. Najwyższym organem OWP jest Palestyńska Rada Narodowa, która wybiera Komitet Wykonawczy i Centralną Radę − obie formacje reprezentują Palestyńską Radę Narodową pomiędzy jej sesjami. Organizacja powołała Armię Wyzwolenia Palestyny i Palestyński Fundusz Narodowy, który ma na celu finansowanie działalności OWP. Z inicjatywy OWP utworzono także mniejsze organizacje takie jak: Palestyński Czerwony Krzyż, Ośrodek Planowania, Palestyńskie Towarzystwo Pracy i Palestyńska Agencja Informacyjna.
W 1970 roku sformowano Komitet Centralny OWP, w którym zasiadają przedstawiciele większości palestyńskich ugrupowań.

## Ideologia
Jest świecką organizacją separatystyczną. Podstawowym celem OWP jest utworzenie państwa palestyńskiego. Palestyna według OWP miałaby być państwem niepodległym, demokratycznym i świeckim.
Początkowo OWP odmawiała uznania państwowości Izraela i domagała się jego całkowitej likwidacji. Pierwotnie zakładano, że w miejsce Izraela powstanie nowe, wielonarodowe państwo obejmujące cały obszar Palestyny. W 1988 roku kierownictwo organizacji przyjęło rozwiązanie dwupaństwowe i uznało istnienie Izraela. W 1998 roku organizacja zreformowała „Palestyńską kartę narodową”, usuwając z niej zapiski dotyczące całkowitego unicestwienia Izraela.